# 楽器

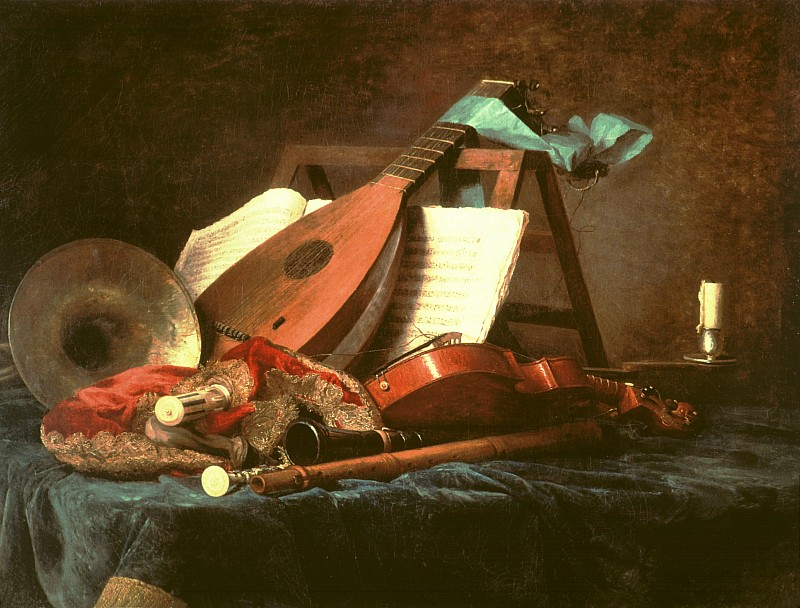
アンヌ・ヴァライエ＝コステルが描いた楽器の絵。

楽器（がっき、英: musical instrumentあるいは単に英: instrument）とは、一般的には「音楽の素材としての音を発するための道具の総称」「音楽に使用される音を出す器具」とされる。

## 範囲
大抵のものは叩けば音がするが、それだけでそれを「楽器」と言うことはない。例えばスプーンはそれだけでは楽器ではない。だがアフリカにはそれを重ね合わせて楽器とする例があり、『スプーン・カスタネット』と呼ばれる。他の用途にも使える楽器もあり、例えばステッキとして使えるフルートなどが実在する。この場合、フルートとして使っているときは楽器だと言うことになる。
桶・弓・鍋・釜・皿などを叩いて「音楽の素材にする」こともできないわけではないため、広くは「音を出すことができるものはすべて楽器（になりうる）」とみなすことができる。しかし、「音を出すために使われる（ことがある）が、（一般的に他の用途のほうがむしろ主で）楽器とまでは言い難い道具は音具と呼んで区別する」という考え方もある。

## 歴史

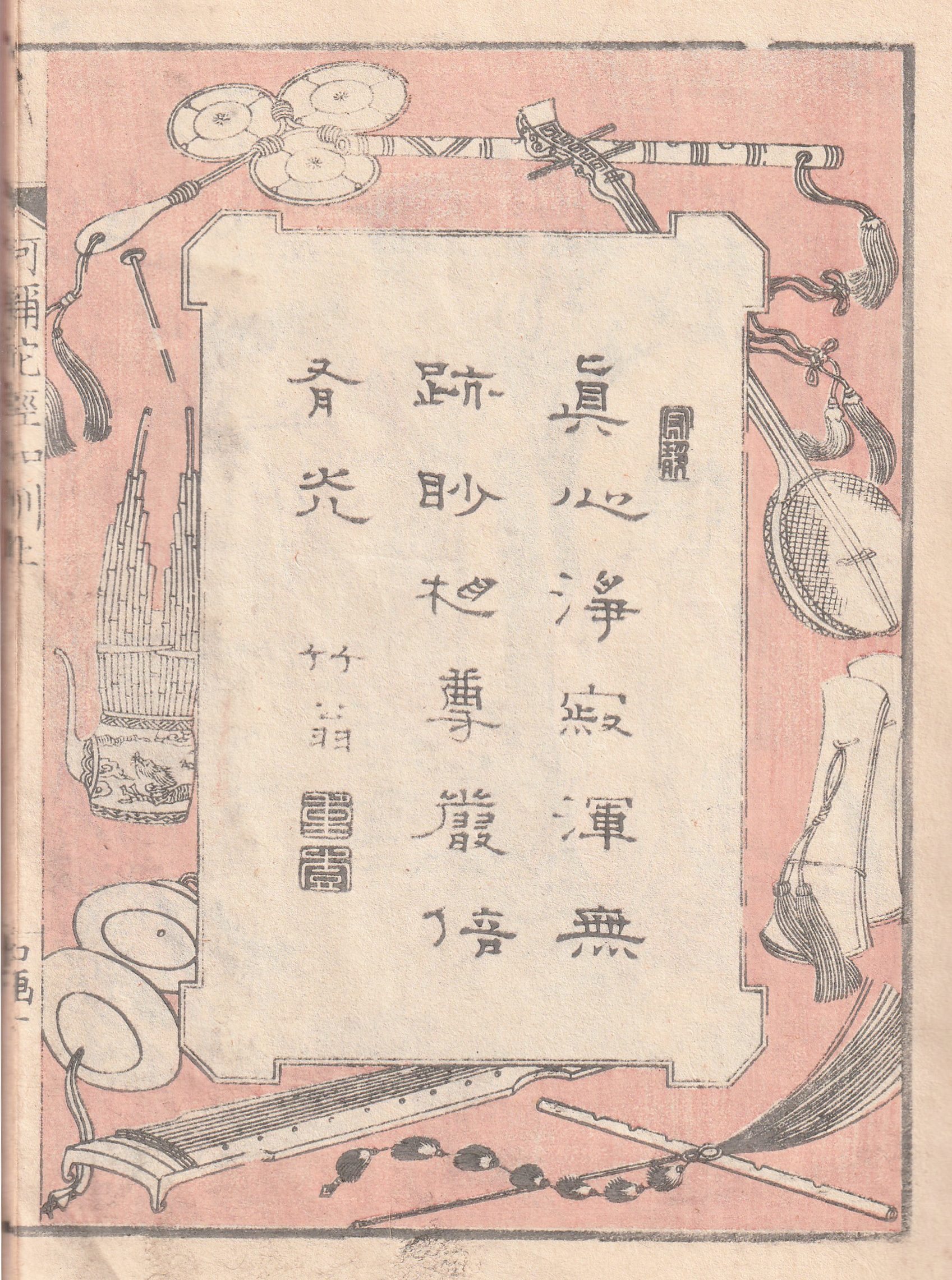
楽器は古来さまざまな宗教とも結びついてきた。『阿弥陀経和訓図』上巻(1864年刊)の挿絵

初期の楽器は今日的な意味で「発明」されたわけではなく、大地を踏み鳴らしたり、手で体を打ったりといった人間の様々な動作衝動によって生み出されてきたに違いないのであって、おそらくリズムを刻む種類の楽器が最初に作られたのであろうとザックスは指摘した。さらにはより大きな音や激しい音を得るために木や石を叩いた可能性も大きい。具体的には旧石器時代に「がらがら」を作っていたことが知られている。楽器の種類としては打楽器が最も早かったと考えられている。なお、笛も、すでに旧石器時代のそれと思われるものが発見されている。
また山間の歩行に、猛獣毒蛇をさけるための打ち道具も、ダンスに利用すれば立派な楽器となり、これがない場合には、拍手、足ぶみ、胸、腹、尻、腕、脚などを打つこともある。
管楽器は、人間の気息によって発音される楽器の総称で、打楽器に次いで構想されたと思われている。管でないものもあるので、楽器学では空気楽器とか気鳴楽器といわれている。 つまり、口笛や、こぶしを吹くような動作が、たまたま芦や竹の茎や動物のつの、ほら貝を吹くようになった。そして即興的に興奮にまたは合図に用いられたのが発端であるといわれている。　
たとえば、角を強く吹けばオクターブや、5度、4度の音程がでることや、長い竹と短い竹とでは音程に差があることが、だんだん知られてきた。笛類も、最も古いものは、上から吹くもので、これを音階順に並べたものは「パンの笛」といわれ、中国の古楽器「排簫(はいしょう)」はそれである。今日南米ペルー、ボリビアなどに民族楽器として盛んに行われているものである。
管楽器は芦や竹がその材料であることから、竹の特産である東アジア、東南アジア、芦の名産地である西南アジア、地中海東部がこれらの楽器を育ててきたということができる。
打楽器や管楽器は、合図用から発展したものであるが、弦楽器は、明らかに一層後期に、しかも意図のもとに作られたものである。
弦楽器は振動の起こし方で3種類に分けられる。
・擦弦楽器(さつげんがっき)...弦を弓でこすって振動させ、発音に響く楽器でバイオリンや胡弓などがその実例
・撥弦楽器(はつげんがっき)...弦をばちや指ではじいて、かき鳴らす楽器で、ハーブやギター、三味線や箏など
・打弦楽器(だげんがっき)...・弦をハンマーなどをたたいて鳴らす楽器で、ピアノがその代表
鍵盤楽器で一番古い歴史を持つのは、 紀元前3世紀にエジプトで原型が発見されたオルガン(パイプに空気を送って音を作りだす操作を鍵盤でするもの)であった。 それから14～15世紀にかけて改良され、現在のような白と黒の鍵盤が作られた。

今でこそ鍵盤楽器は、両手と足でふむペダルを使って演奏するが、初期のオルガンは複数の鍵盤の音を出すこともできなかったし、早く演奏したりもできなかった。

## 構造
物理的な側面から見ると、楽器の多くは
- 振動源（励振系）：振動を作り出す部位（弦、リード、マウスピースなど）
- 共鳴部（共振系）：共振（共鳴）によって音を大きくする部位（共鳴板、共鳴箱、共鳴筒など）

の双方から成っているが、中には後者を持たないものもある。

## 楽器の分類
今日、多種類の楽器が知られているが、これらは以下のように様々な見方で分類することができる。

### 旧来の慣用的分類
主に西洋音楽の分野で歴史的に用いられている分類。
- 管楽器 - 一般的には「管」の内部の空気を振動させて音を出す楽器であるが、オカリナのように「管状」でないものも含まれるから、訳語としては「吹奏楽器」の方が適切である。後述のHS分類では気鳴楽器となる。管状の楽器では、音高は筒の長さや形状によって決まり、音色は楽器の作りによってかなり異なったものとなる。
  - 金管楽器 - 唇の振動によって管の内部の空気を振動させる楽器。唇簧管楽器。広義のラッパ。音高を変えるために、バルブなどによって管の長さを変える仕組みを持つものが多い。「金属」で作られているかどうかは無関係である。
  - 木管楽器 - 金管楽器以外の管楽器すべて。唇の振動によらないもの。広義の笛。無簧（エアリード）、単簧（シングルリード）、複簧（ダブルリード）に分けられる。一般に音高を変える側孔（音孔）を持つ。「木」で作られているかどうかは無関係である。
- 弦楽器 - 張力を持たせて張った弦を弾く、擦る、叩くなどして音を出す楽器。音高は弦の長さや張力、単位長さ当たりの質量によって決まり、弦の材質、共鳴胴の形状、材質などによって様々な音色のものがある。HS分類では弦鳴楽器となる。
- 打楽器 - 楽器を手やばちで打ったり楽器同士を打ち合わせることによって音を出すものが多いが、振ったり擦ったりして出す楽器もある。様々な材料と形のものがあり、音や奏法も様々である。HS分類では体鳴楽器または膜鳴楽器となる。
- 鍵盤楽器 - 指や足で演奏するための鍵盤を有するもの。HS分類では発音原理次第で、体鳴楽器、弦鳴楽器、気鳴楽器、電鳴楽器のいずれかに該当することになる。
- 電気楽器 - 何らかの手段で作り出した物理的振動を、電気的、電子的に増幅処理して、最終的に電磁気力によって音を出す楽器。振動源だけに着目すれば、HS分類の体鳴楽器、膜鳴楽器、気鳴楽器、弦鳴楽器のいずれかに属するわけであるが、いずれであってもHS分類では電鳴楽器として分類される。
- 電子楽器 - 振動自体を電子的手段で作成し、最終的に電磁気力によって音を出す楽器。HS分類では電鳴楽器となる。
- 声 - 人間の声は一種の楽器として取り扱われることもあり、その場合は声帯が振動源、口腔が共鳴部ということになるが、一般的には「声楽」は「器楽」の対語であり、声は楽器とみなさない。HS分類でも楽器に含めない。

### 楽器分類学における分類
最もよく知られているザックス＝ホルンボステル分類（HS分類）では、発音原理に基づいて以下の5つに分ける。当初は「体」「膜」「弦」「気」の4分類法だったが、後に「電」が加えられた。
- 体鳴楽器 - ほぼ均質の物質でできた弾性体に刺激が与えられることにより音を出す楽器【例：シンバル、トライアングル 等】
- 膜鳴楽器 - 張力を持たせて張った膜に刺激が与えられることにより音を出す楽器【例:小太鼓、ティンパニ 等】
- 弦鳴楽器 - 張力を持たせて張った糸に刺激が与えられることにより音を出す楽器【例：ヴァイオリン、ピアノ 等】
- 気鳴楽器 - 息など空気の流れが刺激となり音を出す楽器【例：トランペット、フルート 等】
- 電鳴楽器 - 紙などでできた振動板を電磁気力で刺激して音を出す（つまりスピーカから音を出す）楽器【例：エレクトリック・ギター、電子ピアノ 等】

### 音域による分類
オーケストラの配置決めの際に、音域による楽器の分類を使うことがある。
- ソプラノ - フルート、ヴァイオリン、トランペット、クラリネット、オーボエ、ピッコロ
- アルト - フレンチホルン、コーラングレ、ヴィオラ
- テナー - トロンボーン、ギター
- バリトン - ファゴット、チェロ、ユーフォニアム
- バス - チューバ、コントラバス

### 機能による分類
西洋音楽の3要素であるリズム、メロディ、ハーモニーに注目した分類。
- 完全楽器(complete musical instrument)　- 3要素の全てを1台で奏することができる楽器。合奏はもちろん、ホモフォニー音楽やポリフォニー音楽の独奏楽器としても使用可能。【例：一部の鍵盤楽器(ピアノ、オルガン、アコーディオン、コンサーティーナ、バンドネオン等)、一部の弦楽器(クラシック・ギター、クラシック・ハープ)等】
- 不完全楽器 - 3要素のうち1部の要素の演奏に特化した楽器。単旋律楽器やリズム楽器(打楽器)など。他の楽器との合奏で使われることが多い。【例：フルート、トランペット、大正琴、カスタネット等】

両者の境界線は曖昧である。例えば、一見すると不完全楽器であるヴァイオリンも、和声伴奏部をアルペジオで崩して弾いたり、バッハ弓を使うなどの裏技を駆使すれば、完全楽器に近い演奏が可能である。

### 音の安定性による分類
- 定音楽器　- ピアノのような鍵盤楽器など、楽器の構造上、鳴らすだけで正確な高さの音が出る楽器。
- 作音楽器　- ヴァイオリンのような弦楽器や、尺八のような管楽器など、楽器の構造上、奏でるだけでは正確な音程が出ず、演奏者が音の高さを調整して作らねばならない楽器。

作音楽器は人声のように、ピアノでは出せない微妙な高さの音も奏でることができる。

### 音の持続性による分類
- 減衰楽器　- ピアノやギター、ハープ、三味線など。
- 持続楽器　- 笛やヴァイオリン、オルガン、コンサーティーナ、人声(楽器と見なす場合)など。

減衰楽器は構造上、熟練奏者であっても持続音を出すことはできない。持続楽器は意図的に楽音を増減させることができるので、表現力豊かな演奏が可能である。

### 地域による分類
- 民族楽器（民俗楽器） - 西洋音楽に用いる楽器以外の楽器。世界的には、日本人だけが用いている伝統的楽器も「民族楽器」に分類される。
- 和楽器 - 日本の伝統的な楽器。
- 洋楽器 - 広義では上記以外の楽器全て。狭義では「明治時代以降に西洋から日本に伝来した楽器」。

地域による楽器分類の境界線は曖昧である。例えばバラライカやバグパイプ、カンテレなどは広義の洋楽器だが、狭義ではヨーロッパの民族楽器である。また一般人が日本語で漠然と「洋楽器」と言うと結果として古楽器は含んでいないことが多いが、これも専門家だと異なる用い方をすることがある。

### その他の分類
楽器メーカーや楽器店では、アコースティック楽器、フレット楽器、リード楽器、蛇腹楽器など、購買層のニーズや楽器の流通経路の実態に応じた実用的分類も行われており、それぞれの楽器の専門店も存在する。

## 楽器製造業
楽器製造業とは、鍵盤楽器、弦楽器、管楽器、打楽器、電子楽器などの楽器を製造する工業のことである。楽器の製造工程には、パーツ成形・組み立て・塗装・検品などが含まれる。
日本の楽器製造業
日本楽器製造（ヤマハ）の創業者である山葉寅楠が1887年にオルガン製作に成功したことで、日本の近代的楽器製造は幕を開けた。
日本において最も楽器製造が盛んといえる地域は静岡県であり、日本国内でピアノを出荷しているのは静岡県のみである。2014年の静岡県のピアノの出荷台数は35,174台、出荷額は230億4,800万円でいずれも日本一である。特に浜松は、世界的な楽器生産地のひとつであり、ヤマハやカワイ、ローランドなどの楽器メーカーがたくさん集まっている。
現在、楽器製造業の事業所は日本国内に90ほどある。